# Garford Company

Lkw von Garford

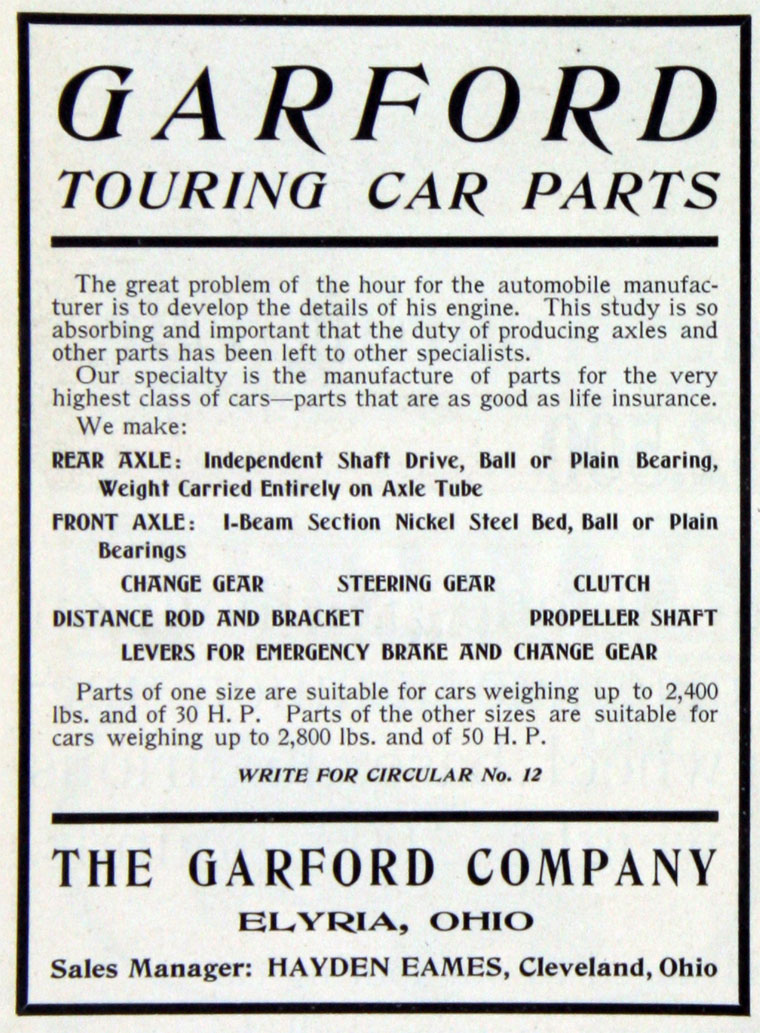
Anzeige des Unternehmens von 1905

Garford Company war ein US-amerikanischer Hersteller von Automobilen.

## Unternehmensgeschichte
Das Unternehmen wurde 1903 als Federal Manufacturing Company gegründet und später umbenannt. Der Sitz war in Elyria in Ohio. Arthur L. Garford fertigte zunächst Teile für andere Unternehmen. 1908 begann die Produktion von Personenkraftwagen und 1909 von Nutzfahrzeugen. Der Markenname lautete Garford. 1913 endete die Pkw-Produktion.
1915 wurde die Nachfolgegesellschaft Garford Motor Truck Company in Lima in Ohio gegründet.

## Fahrzeuge
Das Unternehmen stellte Fahrzeuge der Marke Garford her. Dieser Markenname wurde später noch von anderen Unternehmen verwendet.